# Ramón Bauzá (escultor)
Ramón Bauzá (Buenos Aires,  4 de abril de 1894 - 16 de abril de 1969 fue un escultor argentino que se nacionalizó uruguayo.

## Biografía
Nació en Buenos Aires pero siendo muy pequeño se trasladó junto a su familia a Montevideo, donde realizó estudios en el Círculo de Bellas Artes y durante 1945 estudio pintura en el Taller Torres García.
En 1938 participó en el concurso para la realización de un Monumento a los fundadores de la Patria. Quedó segundo en la convocatoria, por detrás de Edmundo Prati y por delante de Antonio Pena.
El año 1961, presentó una exposición en la Galería Ladowsky de Montevideo; la muestra reunió esculturas de Bauzá y pinturas de Anhelo Hernández.
Dedicado a la labor como profesor, entre otros acogió al pintor Leonardo Castellano en su taller.
Vivió en Malvin, en una casa ubicada en Hipólito Yrigoyen esquina Verdi. La misma tiene varias estatuas suyas en el jardín. Su hijo Mario concurrió a la Escuela Experimental de Malvín.

## Obras
Entre sus obras más conocidas se encuentra el monumento a Bartolomé Hidalgo. Realizado en granito gris, está ubicado en el Pasaje Hermanos Ruiz esquina Avda. Agraciada, en la ciudad de Montevideo.
También hizo los bajorrelieves de la tienda La Opera de la calle Juan Carlos Gómez 1324(actualmente Tribunal de Cuentas). Cada uno simboliza una estación del año, empezando por Primavera, luego Verano, después Otoño y por último Invierno.
También es suyo el busto del científico francés Paul Émile Roux, colaborador de Pasteur, que fue instalado en el Parque Rodó en 1930.
Además colaboró con diferentes arquitectos en la decoración escultórica de algunos edificios, como la iglesia de San Rafael en Punta del Este.

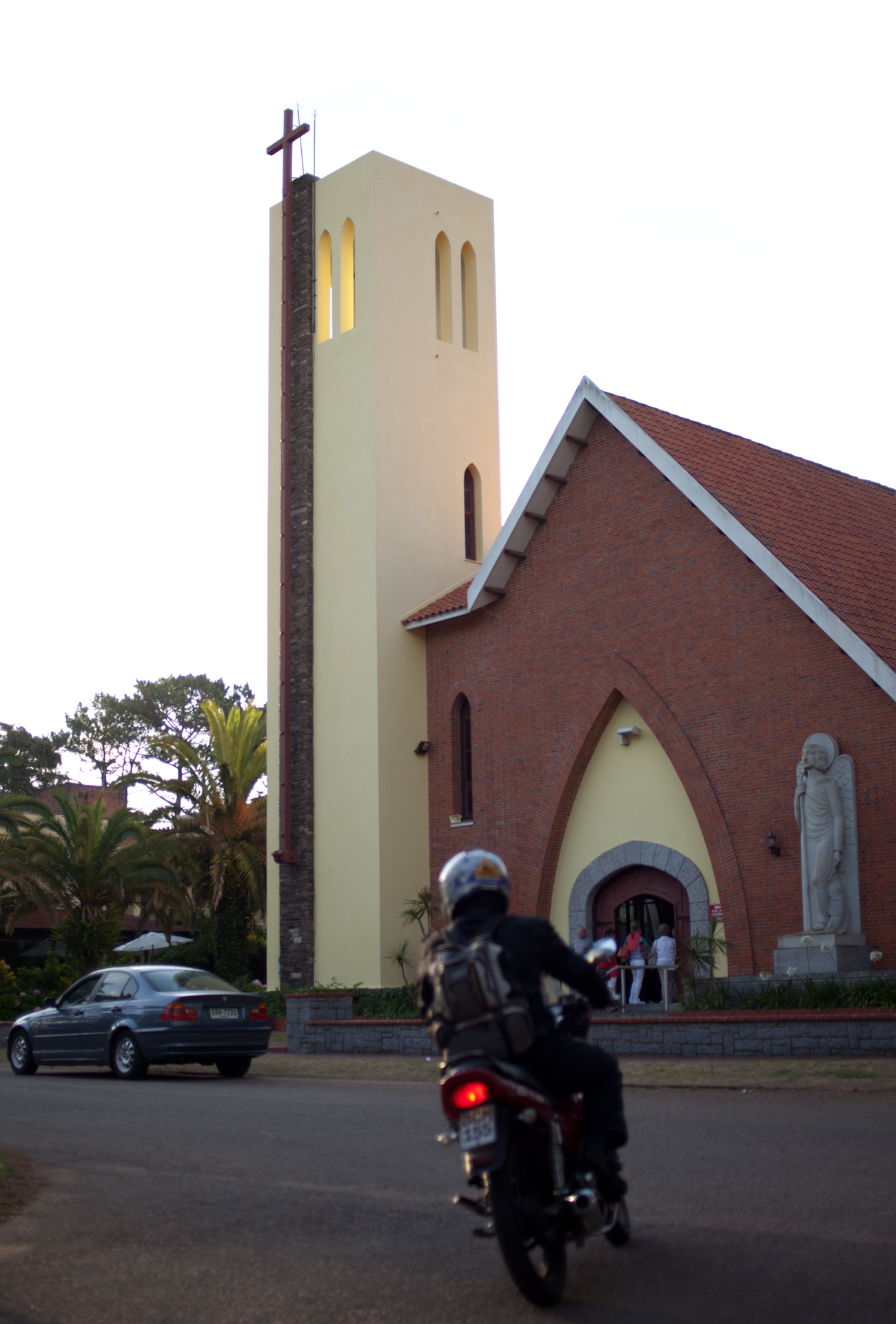
Figura de San Rafael, Punta del Este.
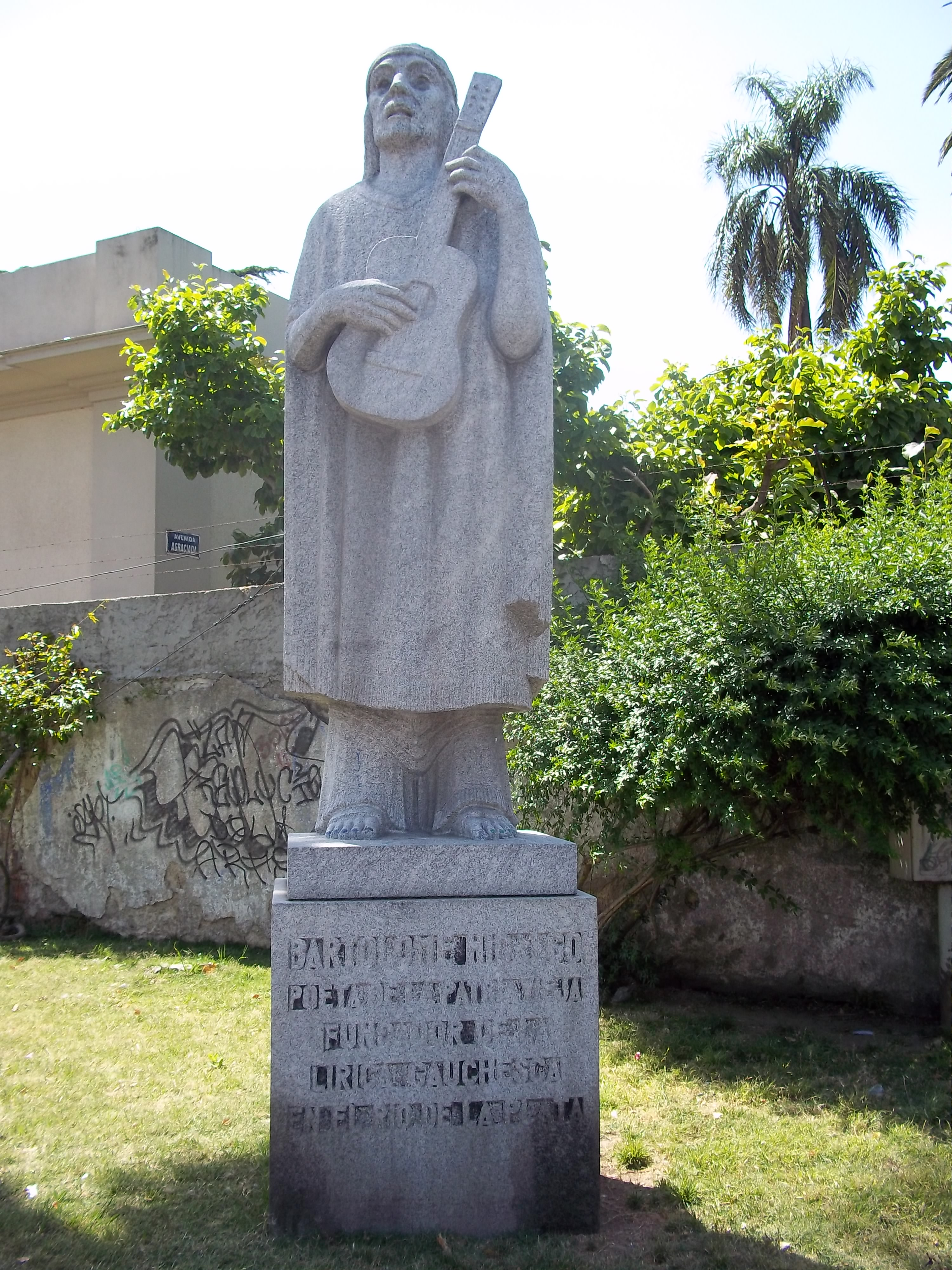
Monumento a Bartolomé Hidalgo en Montevideo.
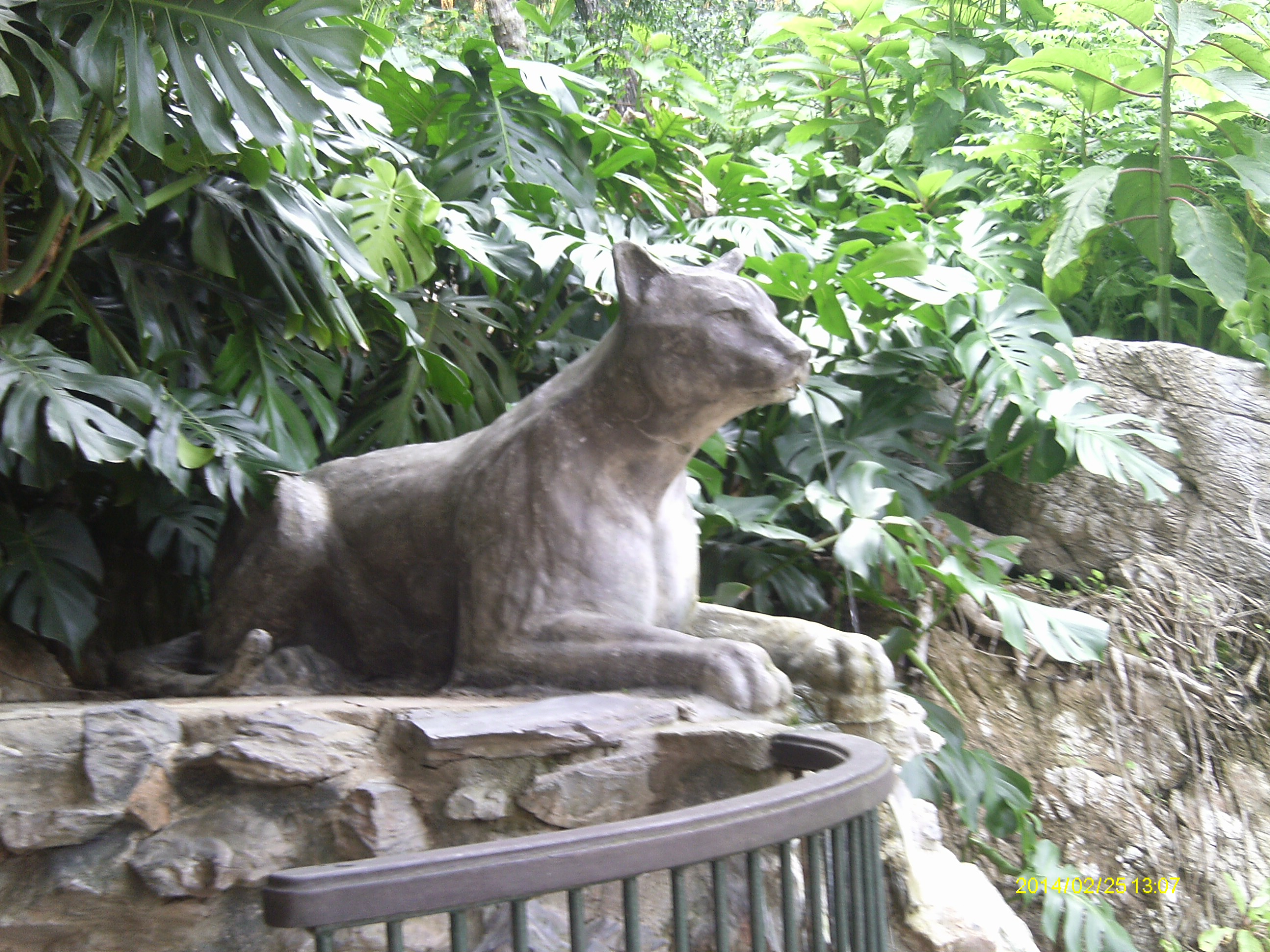
Fuente del Puma en el Parque Salus, Departamento de Lavalleja.

Obtuvo en 1962 la Medalla de Oro en Montevideo.